# Torvaldo i Dorliska
Torvaldo i Dorliska (wł. Torvaldo e Dorliska) – opera semiseria w dwóch aktach skomponowana przez Gioacchina Rossiniego, do której libretto napisał Cesare Sterbini. Wystawiona po raz pierwszy w Teatro Valle w Rzymie w 1815 roku.

## Okoliczności powstania
W listopadzie 1815 roku kierownicy rzymskiego Teatro Valle Pietro Cortoni i Vincenzo de Sanctis zwrócili się do Rossiniego z propozycją napisania opery dla ich teatru. Rossini był wówczas związany kontraktem z Domenico Barbają. Kontrakt zobowiązywał go do komponowania dwóch oper rocznie dla scen neapolitańskich, przewidywał jednak również możliwość udzielenia artyście od czasu do czasu bezpłatnego urlopu, aby umożliwić mu przyjmowanie zamówień innych impresariów. Rossini zdobył już w Rzymie wcześniej rozgłos Polibiuszem i Demetriuszem, Szczęśliwym oszukaniem, Tankredem i Włoszką w Algierze, a w listopadzie 1815 roku nadzwyczajny sukces odniósł Turek we Włoszech. Rossini przyjął propozycję. Libretta dostarczył mu debiutujący literat rzymski Cesare Sterbini. Utwór powstał w dużym pośpiechu. Wystawiony 26 grudnia został przyjęty bardzo chłodno.

## Osoby
| Rola                              | Głos        | Premiera 26 grudnia 1815 (Pierwsza obsada) |
| --------------------------------- | ----------- | ------------------------------------------ |
| Torvaldo                          | tenor       | Domenico Donzelli                          |
| Dorliska, żona Torvalda           | sopran      | Adelaide Sala                              |
| Książę d'Ordow                    | bas         | Filippo Galli                              |
| Giorgio, strażnik zamkowy         | baryton     | Raniero Remorini                           |
| Carlotta, siostra Giorgia         | mezzosopran | Agnese Loiselet                            |
| Ormondo przywódca gwardii księcia | bas         | Cristoforo Bastianelli                     |

## Streszczenie libretta
Akcja toczy się w zamku księcia d'Ordow, niedaleko Krakowa, a fabuła dotyczy wydarzeń z okolic zamku.

### Akt I
W nocy poprzedzającej akcję książę d'Ordow stoczył potyczkę ze swym rywalem Torvaldem. Jest przekonany, że jego przeciwnik zginął, gdyż po jednym z ciosów padł bezwładnie na ziemię. Tymczasem strażnik zamkowy Giorgio oczekując na powrót swego pana, skarży się na swój los w służbie tyrana. Wracający d'Ordow prowadzi swoisty monolog w obecności Giorgia, ten bowiem nie do końca jest w stanie podążać za tokiem myśli księcia. Rozumie tylko, że nocna wyprawa jego pana miała związek z próbą uprowadzenia jakiejś kobiety. Tak jest w istocie. Ormondo, dowódca zamkowej gwardii, otrzymuje rozkazy odszukania ciała Torvalda i sprowadzenia pięknej Dorliski, książę w głębi duszy obawia się także o to, że dziewczyna mogła się udać na krakowski dwór i donieść o jego podłości. Dorliska jednak sama przychodzi do wrót zamczyska. Szuka ona bezpiecznego schronienia. Wita ją u wrót Carlotta, zaś Giorgio słysząc co się stało doskonale wie, jak powiązać fakty. O jej przybyciu szybko dowiaduje się również sam książę. Dziewczyna jednak odrzuca go już po raz kolejny, tym bardziej, że wczoraj wzięła ślub z Torvaldem. Trafia ona wreszcie pod opiekę Carlotty.
Torvaldo, który istotnie upadł w walce, przewrócił się nie pchnięty śmiercionośnym ostrzem, lecz potknął się. Wiedząc, że jego szanse w walce z księciem nie są zbyt duże, a panujące ciemności działają na jego korzyść, postanowił nie wyprowadzać przeciwnika z błędu. Domyślając się zaś, dokąd mogła trafić jego młoda żona, postanawia dostać się do zamku wroga dostarczając w przebraniu wieśniaka fikcyjny list – ostatnie słowa Torvalda skierowane do Dorliski. Wprowadza go Giorgio i od razu spotyka ich sam książę. Treść listu przekonuje go jednak o tym, że wieśniak jest poniekąd jego sprzymierzeńcem. Ostatecznie potwierdza on bowiem śmierć Torvalda, a list, który przynosi, nakazuje Dorlisce, by przebaczyła oprawcy. Wszyscy troje udają się więc do Dorliski.
Dorliską targa rozpacz, nie pomagają nawet starania Carlotty, która próbuje ją pocieszać. Przygnieciona bólem pada omdlała i tak zastają ją Giorgio, d'Ordow i Torvaldo. Przytomność odzyskuje na chwilę, ale po przeczytaniu wiadomości od Torvalda znów omdlewa. Reaguje jednak na głos Torvalda. Książę również zdążył się zorientować w sytuacji, wzywa więc straże i rozkazuje uwięzić oponenta.

### Akt II
Giorgio nie chce już służyć występnemu panu, a ostatnie wydarzenia utwierdziły go w przekonaniu, że jedynie wyższe władze są w stanie rozwiązać problem. Wysyła więc list do gubernatora, w którym opisuje sytuację na zamku. Razem z Torvaldem snują plany wyzwolenia.
Książę próbuje złamać nieugiętą jak dotąd Dorliskę, nadal jednak bezskutecznie. Gdy ją opuszcza, obie z Carlottą przekonują Giorgia, by dał im klucze od celi Torvalda, które powierzył mu książę. Gdy d'Ordow wraca Giorgio, mimo przerażenia, musi powiedzieć co zaszło. Obaj udają się do lochów. Książę chce zabić Torvalda, jednak odzywa się dzwon na trwogę. To lud wystąpił przeciw tyranowi. Książę nakazuje by Ormondo zajął się więźniami, sam zaś wychodzi naprzeciw buntownikom. Ormondo także porzuca służbę u księcia. Pozwala, by Torvaldo i Giorgio rozbroili jego oddział. Książę d'Ordow szaleje, sam jednak staje się więźniem, a Torvaldo i Dorliska mogą się cieszyć sobą nawzajem.

## O operze

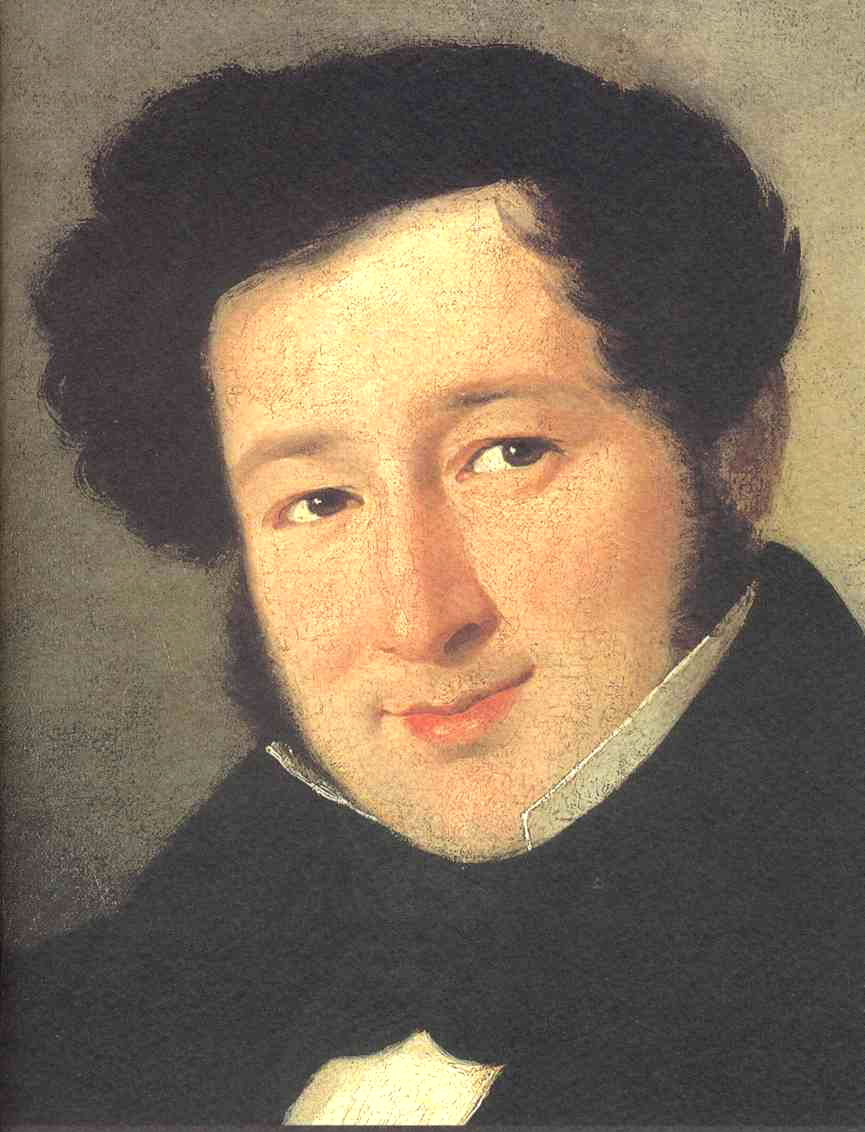
Gioacchino Rossini

Na niepowodzenie opery złożyły się kiepskie libretto i nie najlepsza muzyka – niezdecydowana w charakterze – podobnie jak libretto wahająca się pomiędzy dramatem a komedią. Rossini powrócił w Torvaldzie do zarzuconego we wcześniejszej operze recitativo secco. Instrumentacja utworu jest bardzo stereotypowa, co wynikło być może z faktu, że orkiestra Teatro Valle była nieliczna, a jej poziom niezbyt wysoki. Rossini zwątpił w jej możliwości, gdy odkrył, że fryzjer, u którego się golił, był w niej pierwszym klarnecistą.
Pomimo wad Torvaldo i Dorliska posiada niemało szczęśliwych pomysłów wykorzystanych w późniejszych operach. Nawet uwertura uważana przez Roncaglię za jedną z najbrzydszych, jeśli nie najbrzydszą, posiada piękny drugi temat wykorzystany następnie w uwerturze do Kopciuszka.
Pomimo tych braków Torvaldo był wystawiany nie tylko we Włoszech, ale także w Berlinie, Wiedniu, Lizbonie, Pradze, a nawet w meksykańskim Veracruz. Debiutowała w nim w Paryżu w 1825 roku Maria Malibran.
„Torvaldo i Dorliska” należy do mniej znanych i rzadziej wystawianych oper Rossiniego. Opera ta jest, podobnie jak Sroka złodziejka, klasyfikowana jako opera semiseria, należąca do podgatunku, zwanego operą ratunku albo wyzwolenia (podobnie jak Fidelio Beethovena). Torvaldo jest kolejną po Zygmuncie operą Rossiniego rozgrywającą się w Polsce. Mimo iż imiona wszystkich bohaterów brzmią obco, twórcy opery umiejscowili ją w okolicach Krakowa. Dorliska, wchodząc do zamczyska, mówi, że pochodzi z Polski, a hrabia d'Ordow obawia się, że wieść o jego knowaniach może dotrzeć na dwór w Krakowie. Realia utworu są jednak bardzo umowne, kiedy Giorgio postanawia donieść władzy zwierzchniej o szelmostwach d'Ordowa, wysyła list nie na dwór krakowski, ale do gubernatora, a jego posłańcem jest węglarz Stefan.